# Yoshikawa Eiji

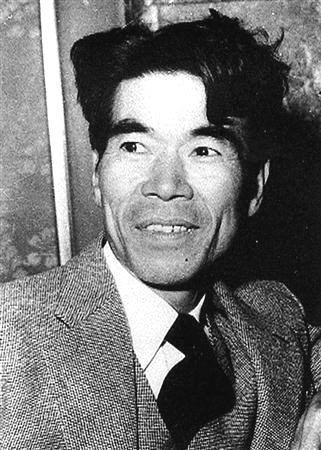
Yoshikawa Eiji

Yoshikawa Eiji (japanisch 吉川 英治, eigentlich Yoshikawa Hidetsugu (吉川 英次); * 11. August 1892 in der Präfektur Kanagawa; † 7. September 1962 in Tokio) war ein japanischer Schriftsteller, der im Westen vor allem durch sein Werk Musashi bekannt wurde. Der Roman wurde 1954 verfilmt (dt. Titel: Samurai).

## Leben und Wirken
Yoshikawa Eiji wurde als Sohn einer ehemaligen Samurai-Familie geboren. Sein Vater war ein Trinker. Überflüssige Ausgaben ruinierten die Familie finanziell. Mit 11 Jahren verließ Yoshikawa die Schule und schlug sich mit verschiedenen Jobs durch, wobei er sich auf der Abendschule weiterbildete. Er beschäftigte sich mit der Senryū-Gedichtform und begann selbst Verse in diesem Stil zu schreiben.
Seine erste publizierte Erzählung „Hiroshima monogatari“ (広島物語), die 1913 erschien, befasste sich mit der Wunder wirkenden Göttin Benzaiten. Ab 1921 arbeitete er für die Zeitung Mainichi Shimbun, aber in den Nachwehen des Kantō-Erdbeben 1923 verlor er seine Anstellung dort. Ohne Arbeit begann er nun ausschließlich zu schreiben.
1925 konnte Yoshikawa in einem Magazin seine Erzählung „Kennan Jonan“ (剣難女難) als Fortsetzungsgeschichte unterbringen. Die Geschichte, in der es um Liebe und Rache eines Samurai in der Edo-Zeit geht, kam bei den Lesern außerordentlich gut an. Verschiedene Abenteuerromane folgten auf gleiche Weise: „Naruto hichō“ (鳴門秘帖; 1926 bis 1927), „Edo Sangoku-shi“ (江戸三国志; 1927 bis 1929) und „Moeru Fuji“ (燃える富士; 1932 bis 1933). Zu der Zeit verfasste Yoshikawa auch das autobiografische Werk „Kankanmushi wa utau“ (かんかん虫は唄ふ; 1930 bis 1931).
Nach so vielen Abenteuergeschichten nach Abwechslung suchend schrieb er von 1935 bis 1939 an dem mehrbändigen „Musashi“, also über den Schwertkämpfer und Philosophen Miyamoto Musashi. Der Roman „Shinsho Taikō-ki“ (新書太閤記; 1941 bis 1945), in der Übersetzung Taiko genannt, beschreibt Yoshikawa die Epoche der japanischen Reichseinigung, die mit der am Anfang von „Musashi“ dargestellten Schlacht von Sekigahara endet.
In einem seiner ganz großen Werke, dem „Shin Heike monogatari“ (新平家物語; 1950 bis 1957), werden die Machtkämpfe im späten 12. Jahrhundert mit den Augen eines Angestellten im kaiserlichen Palast gesehen. 1955 wurde er dafür mit dem Asahi-Preis ausgezeichnet.
Insbesondere die späteren Werke Yoshikawas sind durch einen grundlegenden Konservatismus gekennzeichnet. Er war der Meinung, populäre Literatur sollte auf moralische Festigung zielen, die Realitäten der Gegenwart sollten mit den Augen der Vergangenheit gesehen werden. Damit gewann er eine große Leserschaft.

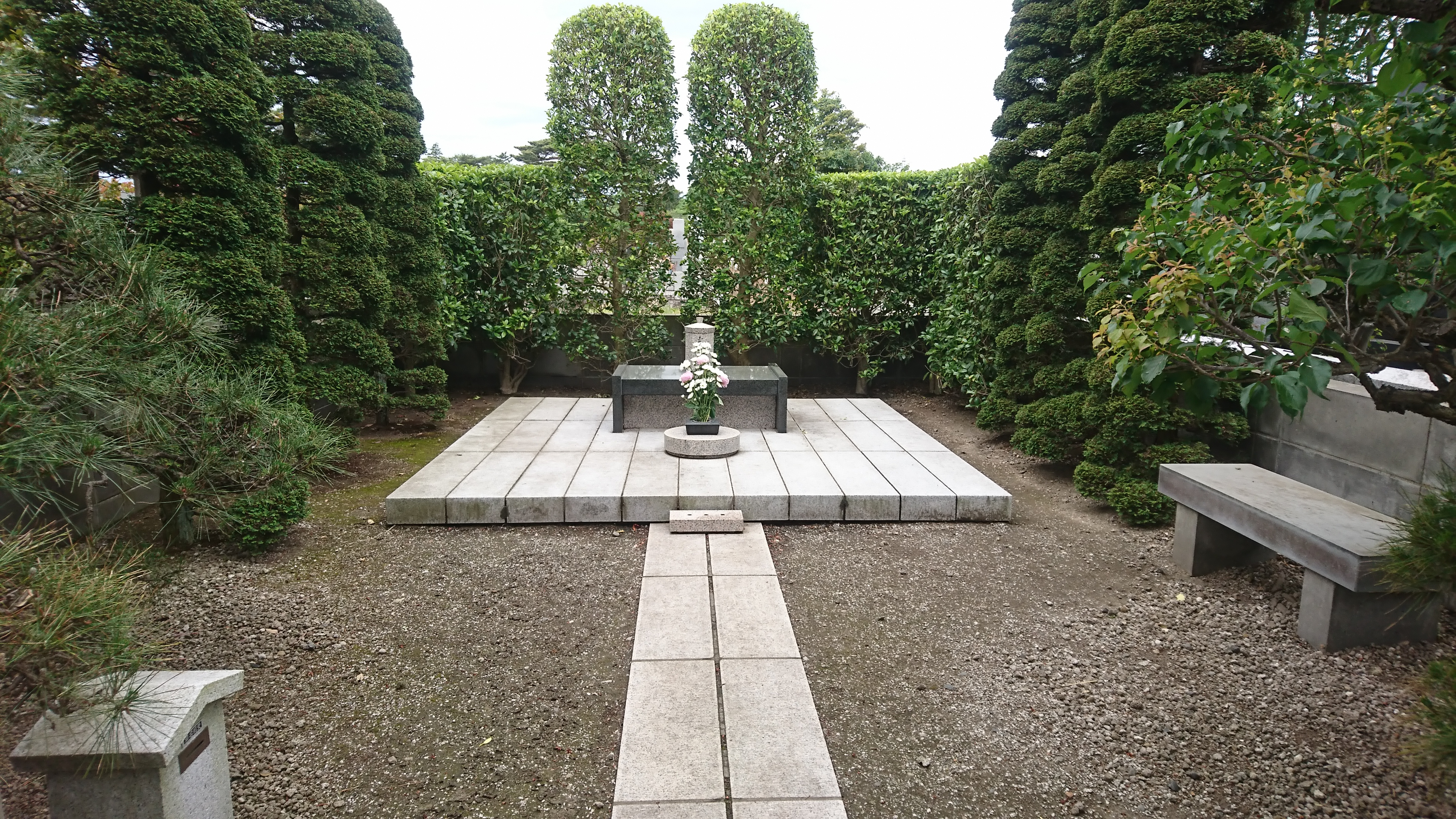
Yoshikawas Grab

Yoshikawa zählt zu den  meistgelesenen Schriftstellern Japans. Für den Roman Shin Heike Monogatari erhielt er den Kikuchi-Kan-Preis.  1960 erhielt er als erster Verfasser populärer Werke den japanischen Kulturorden, 1961 wurde er mit dem Mainichi-Kunstpreis ausgezeichnet. 1967 stiftete der Verlag Kōdansha den Yoshikawa-Eiji-Literaturpreis (吉川英治文学賞, Yoshikawa Eiji Bungakushō) und 1980 den Yoshikawa-Eiji-Nachwuchspreis für Literatur (吉川英治文学新人賞, Yoshikawa Eiji Bungaku Shinjinshō) zu seinen Ehren.
Am 6. August 2012 wurde ein Krater auf dem Planeten Merkur nach ihm benannt: Merkurkrater Yoshikawa.

## Werke (Auswahl)
- Naruto Hichō (鳴門秘帖), 1926
- Miyamoto Musashi (宮本武蔵), dt. Musashi, 1936–1939
- Shinsho Taikōki (新書太閤記), dt. Taiko, 1939–1941
- Shin Heike Monogatari (新平家物語), 1951
- Shihon Taiheiki (私本太平記), 1958–1961
- Shinshū Tenmakyō (神州天馬侠), 1925–1928